# شورتز
شورتز (بالإنجليزية: Schurz)‏ هو مكان مخصص للتعداد في مقاطعة مينيرال ولاية نيفادا في الولايات المتحدة. كان عدد السكان 658 نسمة حسب تعداد عام 2010. وهي تقع في محمية نهر ووكر الهندية. هو مكان دفن ووفوكا، وهو زعيم روحي من البايوت أنشأ حركة رقصة الشبح. سميت البلدة باسم وزير الداخلية كارل شورتز. 

## التركيبة السكانية
حدّد مكتب تعداد الولايات المتحدة بيانات التركيبة السكانية لشورتز في تعداد الولايات المتحدة. في ما يلي، التركيبة السكانية حسب تعدادي 2000 و2010.

### تعداد عام 2000
بلغ عدد سكان شورتز 721 نسمة بحسب تعداد عام 2000، وبلغ عدد الأسر 281 أسرة وعدد العائلات 181 عائلة مقيمة في المنطقة السكنية. في حين سجلت الكثافة السكانية 4.6 نسمة لكل كيلومتر مربع (11.9/ميل2). وبلغ عدد الوحدات السكنية 312 وحدة بمتوسط كثافة قدره 2 لكل كيلومتر مربع (5.2/ميل2).
وتوزع التركيب العرقي للمنطقة السكنية بنسبة 9.99% من البيض و0.69% من الأمريكيين الأفارقة و83.63% من الأمريكيين الأصليين و0.14% من الأمريكيين ذوي الأصول الآسيوية و0.14% من سكان جزر المحيط الهادئ و1.66% من الأعراق الأخرى و3.74% من عرقين مختلطين أو أكثر و9.57% من الهسبانيون أو اللاتينيون من أي عرق.
بلغ عدد الأسر 281 أسرة كانت نسبة 41.3% منها لديها أطفال تحت سن الثامنة عشر تعيش معهم، وبلغت نسبة الأزواج القاطنين مع بعضهم البعض 37.4% من أصل المجموع الكلي للأسر، ونسبة 20.6% من الأسر كان لديها معيلات من الإناث دون وجود شريك، بينما كانت نسبة 6.4% من الأسر لديها معيلون من الذكور دون وجود شريكة وكانت نسبة 35.6% من غير العائلات. تألفت نسبة 28.8% من أصل جميع الأسر من عدة أفراد يعيشون في نفس المنزل ونسبة 8.9% كانت تتألف من شخص يعيش بمفرده يبلغ من العمر 65 عاماً أو أكثر. وبلغ متوسط حجم الأسرة المعيشية 2.57، أما متوسط حجم العائلات فبلغ 3.17.
بلغ العمر الوسطي للسكان 34.6 عاماً. وكانت نسبة 32.9% من القاطنين تحت سن الثامنة عشر، وكانت نسبة 8.2% بين الثامنة عشر والرابعة والعشرين عاماً، ونسبة 25.4% كانت واقعةً في الفئة العمرية ما بين الخامسة والعشرين والرابعة والأربعين عاماً، ونسبة 21.6% كانت ما بين الخامسة والأربعين والرابعة والستين، ونسبة 11.9% كانت ضمن فئة الخامسة والستين عاماً فما فوق. يوجد لكل 100 أنثى 95.9 ذكر، ويوجد لكل 100 أنثى في الثامنة عشر من عمرها فما فوق 88.3 ذكر.
بلغ متوسط دخل الأسرة في المنطقة السكنية 24,265 دولارًا، أما متوسط دخل العائلة فبلغ 26,964 دولارًا. وكان متوسط دخل الذكور 29,375 دولارًا مقابل 23,958 دولارًا للإناث. وسجل دخل الفرد الخاص بالمنطقة السكنية 10,886 دولارًا. وكانت نسبة 19.8% من العائلات ونسبة 26.5% من السكان تحت خط الفقر، وكان من هؤلاء نسبة 23.6% تحت سن الثامنة عشر ونسبة 30.6% في الخامسة والستين من العمر وما فوق.

### تعداد عام 2010
بلغ عدد سكان شورتز 658 نسمة بحسب تعداد عام 2010، وبلغ عدد الأسر 281 أسرة وعدد العائلات 171 عائلة مقيمة في المنطقة السكنية. في حين سجلت الكثافة السكانية 4.2 نسمة لكل كيلومتر مربع (10.9/ميل2). وبلغ عدد الوحدات السكنية 322 وحدة بمتوسط كثافة قدره 2.1 لكل كيلومتر مربع (5.4/ميل2).
وتوزع التركيب العرقي للمنطقة السكنية بنسبة 11.55% من البيض و83.43% من الأمريكيين الأصليين و1.06% من الأعراق الأخرى و3.95% من عرقين مختلطين أو أكثر و8.97% من الهسبانيون أو اللاتينيون من أي عرق.
بلغ عدد الأسر 281 أسرة كانت نسبة 29.2% منها لديها أطفال تحت سن الثامنة عشر تعيش معهم، وبلغت نسبة الأزواج القاطنين مع بعضهم البعض 28.1% من أصل المجموع الكلي للأسر، ونسبة 23.8% من الأسر كان لديها معيلات من الإناث دون وجود شريك، بينما كانت نسبة 8.9% من الأسر لديها معيلون من الذكور دون وجود شريكة وكانت نسبة 39.1% من غير العائلات. تألفت نسبة 35.9% من أصل جميع الأسر من عدة أفراد يعيشون في نفس المنزل ونسبة 12.1% كانت تتألف من شخص يعيش بمفرده يبلغ من العمر 65 عاماً أو أكثر. وبلغ متوسط حجم الأسرة المعيشية 2.34، أما متوسط حجم العائلات فبلغ 2.95.
بلغ العمر الوسطي للسكان 40.1 عاماً. وكانت نسبة 24.5% من القاطنين تحت سن الثامنة عشر، وكانت نسبة 10.9% بين الثامنة عشر والرابعة والعشرين عاماً، ونسبة 19.9% كانت واقعةً في الفئة العمرية ما بين الخامسة والعشرين والرابعة والأربعين عاماً، ونسبة 29.6% كانت ما بين الخامسة والأربعين والرابعة والستين، ونسبة 15% كانت ضمن فئة الخامسة والستين عاماً فما فوق. وتوزع التركيب الجنسي للسكان بنسبة 47.4% ذكور و52.6% إناث.

## المناخ
يظهر الجدول التالي التغييرات المناخية على مدار السنة لشورتز:
| البيانات المناخية لـشورتز         | البيانات المناخية لـشورتز | البيانات المناخية لـشورتز | البيانات المناخية لـشورتز | البيانات المناخية لـشورتز | البيانات المناخية لـشورتز | البيانات المناخية لـشورتز | البيانات المناخية لـشورتز | البيانات المناخية لـشورتز | البيانات المناخية لـشورتز | البيانات المناخية لـشورتز | البيانات المناخية لـشورتز | البيانات المناخية لـشورتز | البيانات المناخية لـشورتز |
| الشهر                             | يناير                     | فبراير                    | مارس                      | أبريل                     | مايو                      | يونيو                     | يوليو                     | أغسطس                     | سبتمبر                    | أكتوبر                    | نوفمبر                    | ديسمبر                    | المعدل السنوي             |
| --------------------------------- | ------------------------- | ------------------------- | ------------------------- | ------------------------- | ------------------------- | ------------------------- | ------------------------- | ------------------------- | ------------------------- | ------------------------- | ------------------------- | ------------------------- | ------------------------- |
| متوسط درجة الحرارة الكبرى °م (°ف) | 8 (46)                    | 12 (53)                   | 16 (61)                   | 20 (68)                   | 24 (76)                   | 29 (84)                   | 34 (93)                   | 33 (92)                   | 29 (84)                   | 22 (72)                   | 15 (59)                   | 9 (49)                    | 21 (70)                   |
| متوسط درجة الحرارة الصغرى °م (°ف) | −8 (17)                   | −6 (22)                   | −3 (27)                   | 1 (33)                    | 5 (41)                    | 8 (47)                    | 12 (53)                   | 10 (50)                   | 5 (41)                    | 0 (32)                    | −4 (24)                   | −7 (19)                   | 1 (34)                    |
| الهطول مم (إنش)                   | 13 (0.5)                  | 13 (0.5)                  | 10 (0.4)                  | 13 (0.5)                  | 15 (0.6)                  | 10 (0.4)                  | 7.6 (0.3)                 | 7.6 (0.3)                 | 7.6 (0.3)                 | 10 (0.4)                  | 10 (0.4)                  | 15 (0.6)                  | 140 (5.4)                 |
| المصدر: Weatherbase               |                           |                           |                           |                           |                           |                           |                           |                           |                           |                           |                           |                           |                           |